# Johannes Hagdahl
Johannes Hagdahl, född 25 januari 1842 i Lekeryd, död 24 april 1912 i Karlskrona, var en svensk pianobyggare i Karlskrona. Fabriken var beläggen på Hantverkaregatan 9 och grundades 1879. Den stängdes efter 1908.

## Biografi
Hagdahl föddes 25 januari 1842 på Rönjans södergård i Lekeryd. Han var son till hemmansägaren Lars Jaensson och Maria Johansdotter. Samma år bosatte sig familjen i Forserum. År 1846 flyttades tillbaka till Lekeryd och bosatte sig på Hultseryd norrgård. 1860 blev han lärling hos vagnmakaren Anders Magnus Ryden i Jönköping. Där antog han efternamnet Hagdahl och flyttade 1864 till obestämd ort.
År 1865 arbetade han som instrumentmakare i Stockholm. Han arbetade som gesäll 1867–1869 hos instrumentmakaren Adolf Fredrik Sätherbergs änka i Norrköping. Han var verksam fram till 1877 i Stockholm. Han flyttade 1880 till Karlskrona.

## Medarbetare
- O. Zetterberg.
- J. O. Ekdahl.
- Albin Dufvander (1864-1915). Han var snickargesäll och senare instrumentmakare.
- Otto Danielsson.